# St. Cornelius (Dülken)

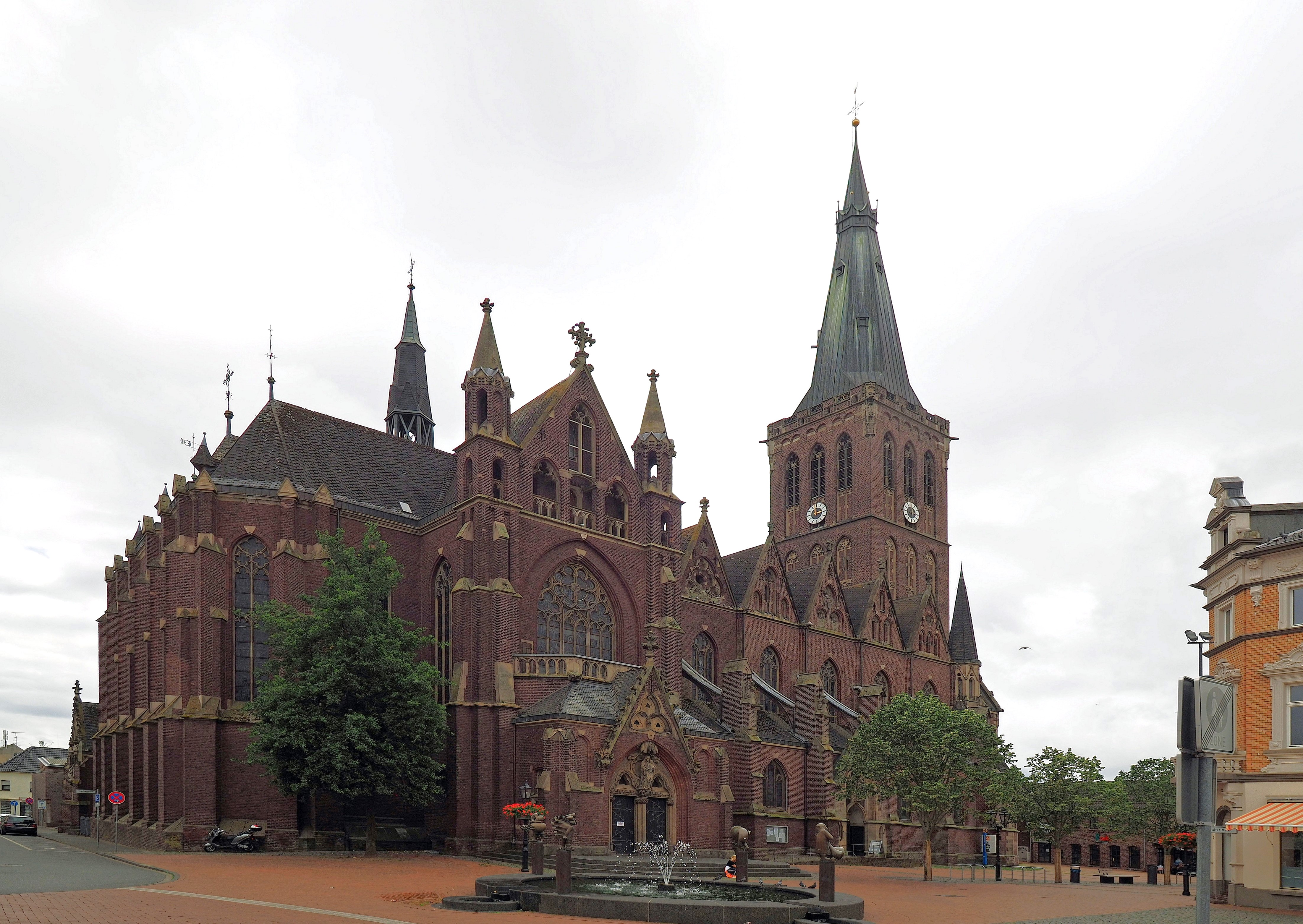
St. Cornelius in Dülken

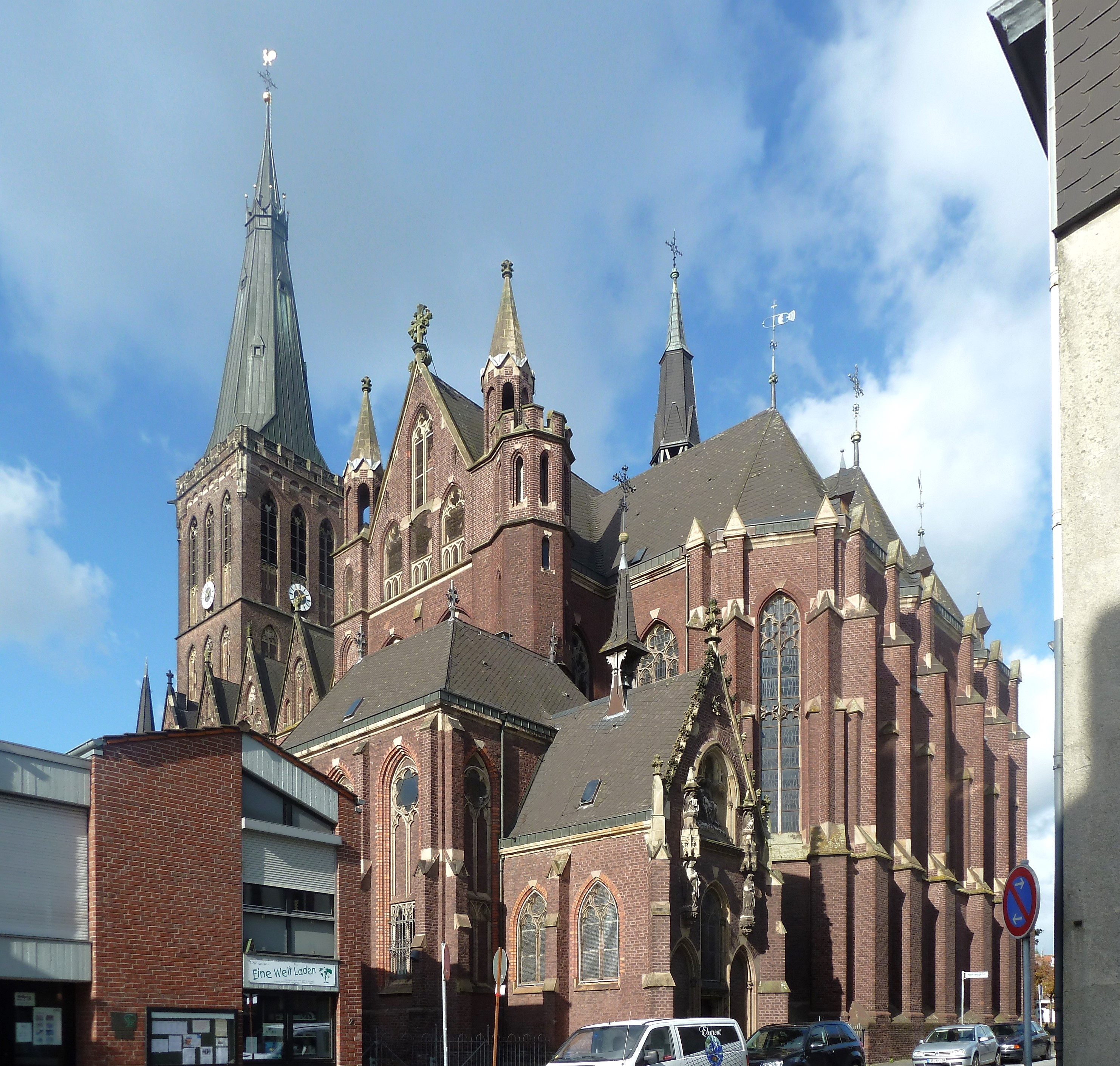
Ansicht von Südosten

St. Cornelius ist eine römisch-katholische Pfarrkirche in Dülken, einem Stadtteil von Viersen im Kreis Viersen in Nordrhein-Westfalen.
Die Kirche ist unter der Nummer 196 in die Liste der Baudenkmäler in Viersen eingetragen, steht unter dem Patronat des hl. Cornelius und wurde in zwei Bauabschnitten von 1873 bis 1875 und von 1905 bis 1906 nach Plänen von Heinrich Wiethase errichtet.
Zur Pfarre St. Cornelius und Peter, deren Pfarrkirche St. Cornelius ist, zählen auch die Filialkirchen Herz Jesu und St. Ulrich beide in Dülken sowie St. Peter in Boisheim. Weiterhin zählen auch die Siedlungen Hochfeld, Nette, Ransberg, Bistard, Loosen, Schirick, Busch, Hausen mit Tillerhöfe, Mackenstein mit Bäumgeshof, Schomm, Boisheimer Nette, Bonesend, Hecksgen, Heyerhöfe, Klinkhammer, Lind, Mauswinkel, Peelsheide, Pütterhöfe und Schündelenhöfe zum Pfarrgebiet.

## Geschichte
Dülken ist eine alte Pfarrei, die bereits für das 12. Jahrhundert belegt ist. 1135 bestätigte der Kölner Erzbischof Bruno II. von Berg die Vergabe des Zehnten von Mackenstein durch Abt Walter von Gladbach an die Benediktinerinnenabtei Neuwerk. Ein Pfarrer von Dülken ist für das Jahr 1243 belegt. 1352 wurde die Pfarre Dülken der Abtei Gladbach inkorporiert. Daraufhin waren meist Mönche der Abtei Gladbach als Pfarrer in Dülken eingesetzt. Über das damals bestehende Kirchengebäude ist nichts überliefert.
In der 2. Hälfte des 15. Jahrhunderts wurde eine neue Pfarrkirche im Stil der Gotik erbaut, die am 29. März 1478 geweiht wurde. Neben dem hl. Cornelius war der hl. Ulrich Zweitpatron der neuen Kirche. Es handelte sich um eine dreischiffige Staffelhalle mit fünfseitig geschlossenem Chor im Osten und viergeschossigem Glockenturm im Westen.
Im Zuge der  Reformation bildete sich im 16. Jahrhundert in Dülken auch eine reformierte Gemeinde, St. Cornelius blieb aber katholisch.
Durch die Industrialisierung nahm die Bevölkerung Dülkens derart zu, dass die gotische Kirche die Zahl der Gläubigen nicht mehr fassen konnte. 1870 beauftragte der Kirchenvorstand den Kölner Architekten Heinrich Wiethase mit der Planung einer neuen, der heutigen Pfarrkirche. Zunächst riss man den Chor der alten Kirche ab und baute an das stehengebliebene Langhaus zwischen 1873 und 1875 zwei Joche des neuen Langhauses an, das Querschiff und die Chorpartie. Am 8. Juni 1875 wurde der neue Teil der Kirche geweiht. In dieser Form hatte die Kirche 30 Jahre bestand, im Westen war noch der alte Turm und das alte Langhaus erhalten, im Osten bereits die neue Kirche zum Teil realisiert.

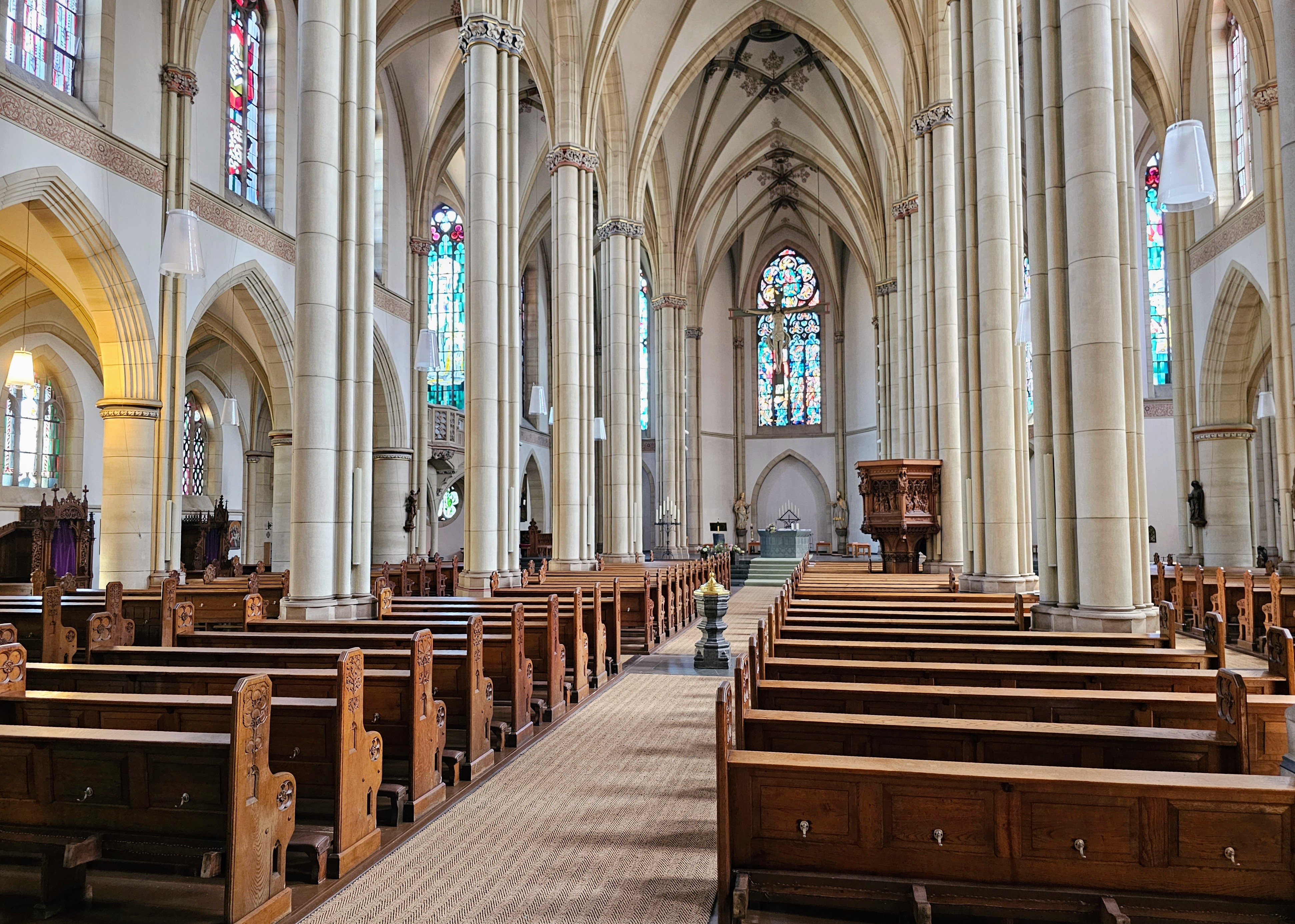
Innenraum mit Blick zum Chor

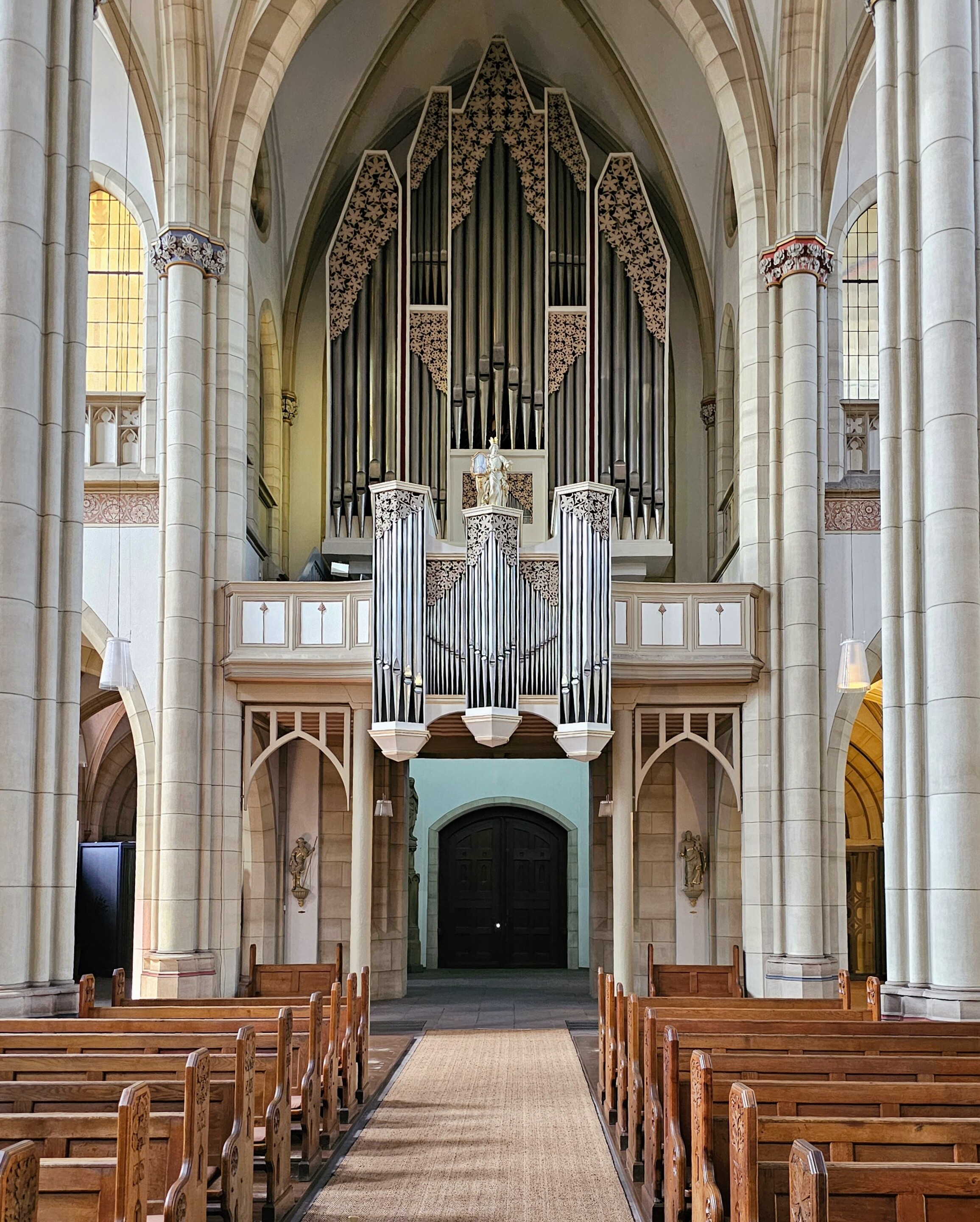
Stockmann-Orgel von 1963

Da Heinrich Wiethase 1893 starb, erlebte er die Vollendung der Kirche nicht mehr. Erst 1905 wurde der Bau fortgesetzt, zunächst wurden das Langhaus und der Turm abgerissen und bis 1906 das neue Langhaus vollendet und der deutlich höhere Glockenturm realisiert. Die Bauleitung nach den alten Plänen übernahm Wiethases Neffe, der ebenfalls in Köln ansässige Edmund Renard.

## Baubeschreibung
St. Cornelius ist eine reichgegliederte Backsteinkirche im Stil der Neugotik. Im Westen steht der dem Langhaus vorgebaute viergeschossige Glockenturm, der im Norden und Süden von zwei Nebenkapellen flankiert wird. Darauf folgt das fünfschiffige und fünfjochige Langhaus. Besonderheit ist, dass die drei mittleren Schiffe eine Hallenkirche bilden, die beiden äußeren Seitenschiffe deutlich niedriger in der Art einer Basilika angebaut sind. An das Langhaus schließt das Querschiff an, das in seiner Breite nicht über die Breite des Langhauses hinausragt. Im Osten schließt der Kirchenbau mit der dreischiffigen Choranlage. Aus Platzgründen konnte der Hauptchor nicht länger ausgebildet werden als die Seitenchöre. Über der Vierung erhebt sich ein schlanker Dachreiter.

## Ausstattung
Im Innenraum befinden sich noch wenige Ausstattungsstücke aus dem Vorgängerbau. Dazu zählt das gotische Sakramentshaus aus Ende des 15. Jahrhunderts, der Taufstein aus dem 16. Jahrhundert sowie einige Figuren des 15. bis 18. Jahrhunderts.
Von der neugotischen Ausstattung der Architekten Wiethase und Renard haben sich u. a. die Kirchenbänke, die Kanzel und die Beichtstühle erhalten.
Der Zelebrationsaltar ist ein Werk des Aachener Künstlers Klaus Iserlohe aus dem Jahr 1986. 

### Orgel
Die Orgel schuf die Orgelbauwerkstatt Gebrüder Stockmann aus Werl im Jahr 1963. Das Instrument hat 66 Register auf vier Manuale und Pedal verteilt und wurde von 2021 bis 2022 durch die Firma Freiburger Orgelbau Hartwig und Tilmann Späth generalsaniert. Die Spiel- und Registertraktur ist elektrisch.
| I Hauptwerk C–g3 |         |
| Prinzipal        | 16′     |
| Prinzipal        | 08′     |
| Spillpfeife      | 08′     |
| Oktave           | 04′     |
| Spitzflöte       | 04′     |
| Nasat            | 02 ⁄3′  |
| Prinzipal        | 02′     |
| Waldflöte        | 01 3⁄5′ |
| Großmixtur       | 6-8f    |
| Trompete         | 16′     |
| Trompete         | 08′     |
| Trompete         | 04′     |

| II Brüstungspositiv C–g3 |        |
| Prinzipal                | 8′     |
| Quintade                 | 8′     |
| Großgedackt              | 8′     |
| Praestant                | 4′     |
| Flöte                    | 4′     |
| Quinte                   | 2 ⁄3′  |
| Oktave                   | 2′     |
| Terz                     | 1 3⁄5′ |
| Quinte                   | 1 ⁄3′  |
| Scharff                  | 4f     |
| Trompete                 | 8′     |
| Cromorne                 | 8′     |
| Tremulant                |        |

| III Schwellwerk C–g3 |     |
| Pommer               | 16′ |
| Weitprinzipal        | 08′ |
| Rohrflöte            | 08′ |
| Weidenpfeife         | 08′ |
| Prinzipal            | 04′ |
| Blockflöte           | 04′ |
| Schweizerpfeife      | 02′ |
| Oktävlein            | 01′ |
| Sesquialtera         | 02f |
| Mixtur               | 05f |
| Quintzimbel          | 03f |
| Oberton              | 02f |
| Dulzian              | 16′ |
| Trompete             | 08′ |
| Clairon              | 04′ |
| Tremulant            |     |

| IV Brustwerk C–g3 |       |
| Gedackt           | 8′    |
| Rohrflöte         | 4′    |
| Prinzipal         | 2′    |
| Koppelflöte       | 2′    |
| Spitzquinte       | 1 ⁄3′ |
| Sedezima          | 1′    |
| Glöckleinton      | 2f    |
| Terzzimbel        | 3f    |
| Holzregal         | 8′    |
| Tremulant         |       |

| Pedal C–f1      |         |
| Prinzipal       | 16′     |
| Subbaß          | 16′     |
| Gedacktbaß      | 16′     |
| Oktave          | 08′     |
| Weitgedackt     | 08′     |
| Großquinte      | 05 1⁄3′ |
| Prinzipal       | 04′     |
| Hohlflöte       | 04′     |
| Nachthorn       | 02′     |
| Rauschwerk      | 03f     |
| Mixtur          | 05f     |
| Bombarde        | 32′     |
| Posaune         | 16′     |
| Trompete        | 16′     |
| Schalmey        | 04′     |
| Singend Cornett | 02′     |

- Koppeln: II/I, III/I, IV/I, III/II, IV/II, IV/III, I/P, II/P, III/P, IV/P
- Spielhilfen: 3 freie Kombinationen, Tutti, Registerschweller, Absteller, Generalkoppel

## Pfarrer
Folgende Priester wirkten bislang als Pastor an St. Cornelius
- 1914–1934: Franz Boll
- 1934–1956: Jakob Lintzen
- 1956–1975: Hubert Rutge
- 1975–1988: Johannes Hölter
- 1988–1992: Hermann Josef Gotzen
- 1992–2015: Rainer Thoma († 17. November 2024)
- 2015–2024: Jan Nienkerke
- Seit 2024: Rolf Hannig (Pfarradministrator)